# Сліпа лють (фільм)
Сліпа лють (англ. Blind Fury) — американський бойовик 1989 року.

## Сюжет
Під час війни у В'єтнамі Нік Паркер через вибух втрачає зір. Його знайшли мешканці одного з місцевих племен, які навчили його обходитися без очей і вправно володіти мечем. Через двадцять років, з палицею у якій схований гострий, як бритва, клинок, Нік повертається додому. Він шукає Френка Деверо, з яким вони разом служили у В'єтнамі. Приїхавши за адресою Нік дізнається, що Френк давно кинув свою сім'ю і переїхав в Лас-Вегас. Одночасно в будинок вриваються бандити й намагаються схопити Біллі. В результаті бійки, один з бандитів смертельно ранить мати Біллі, після чого Нік розправляється з ними за допомогою свого меча. Виявляється Френк заборгував мафії гроші і його використовують для виготовлення наркотиків. Нік вирушає до Лас-Вегаса, щоб захистити хлопчика і врятувати свого друга.

## У ролях
| Актор              | Роль                       |
| ------------------ | -------------------------- |
| Рутгер Гауер       | Нік Паркер                 |
| Террі О'Квінн      | Френк Деверо               |
| Брендон Колл       | Біллі Деверо               |
| Ноубл Віллінгем    | МакКріді                   |
| Ліза Блаунт        | Енні Вінчестер             |
| Нік Кассаветіс     | Лайл Пайк                  |
| Рік Овертон        | Тектор Пайк                |
| Рендал «Текс» Кобб | Слег                       |
| Чарльз Купер       | Кобб                       |
| Мег Фостер         | Лінн Деверо                |
| Шо Косуги          | вбивця                     |
| Пол Джеймс Васкес  | лідер банди                |
| Джулія Гонсалес    | латиноамериканська дівчина |